# Ailuroedus melanotis
Ailuroedus melanotis е вид птица от семейство Ptilonorhynchidae. Видът е незастрашен от изчезване.

## Разпространение
Разпространен е в Австралия, Индонезия и Папуа-Нова Гвинея.